# Mandamarri
Mandamarri ist eine Stadt im indischen Bundesstaat Telangana.
Die Stadt ist Teil des Distrikts Mancherial. Mandamarri hat den Status einer Municipality. Die Stadt ist in 25 Wards gegliedert. Sie hatte am Stichtag der Volkszählung 2011 52.352 Einwohner, von denen 26.808 Männer und 25.544 Frauen waren. Die Alphabetisierungsrate lag 2011 bei 73,4 % und damit über dem nationalen Durchschnitt. Hindus bilden mit einem Anteil von ca. 92 % die Mehrheit der Bevölkerung in der Stadt. Muslime bilden mit einem Anteil von ca. 5 % eine Minderheit.